# Р255 (Росія)
Автошлях Р255 або Автомагістраль «Сибір» — автомобільна дорога федерального значення в Росії. Частина автомагістралі Байкал (яка в свою чергу є частиною Транссибірської автомагістралі. До 31 грудня 2017 року автомагістраль M53.
Маршрут: Новосибірськ — (Томськ) — Кемерово — Красноярськ — Іркутськ.

## Маршрут
0 км — Новосибірськ
59 км — Мошково
130 км — Болотне
Кемеровська область
168 км — Юрга, відгалуження на Томськ (99 km)
246 км — Топки
274 км — Кемерово
372 км — Красний Яр
444 км — Маріїнськ
497 км — Тяжинський
Красноярський край
571 км — Боготол
633 км — Ачинськ
671 км — Козулька
781 км — Ємельяново
796 км — Красноярськ, відгалуження Р257
868 км— Камарчага
912 км — Уяр
992 км — Канськ
1020 км — Іланський
1050 км — Нижній Інгаш
Іркутська область
1128 км — Юрти
1160 км — Тайшет
1199 км — Расгон
1227 км — Алзамай
1250 км — Замзор
1287 км — Ук
1317 км — Нижньоудинськ
1370 км — Худоеланське
1408 км — Будагово
1440 км — Тулун
1466 км — Шерагул
1510 км — Куйтун
1573 км — Зима
1628 км — Заларі
1659 км — Кутулік
1690 км — Черемхово
1756 км — Усольє-Сибірське
1785 км — Ангарськ
1831 км — Іркутськ

## Галерея

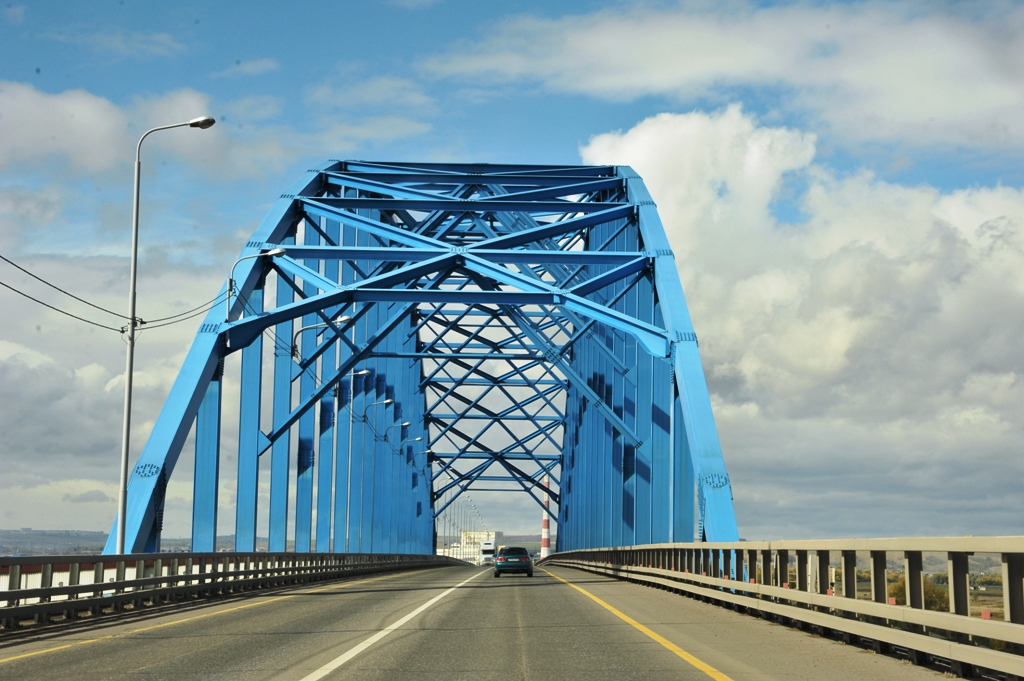
Міст через Єнісей дорогою в обхід Красноярська.
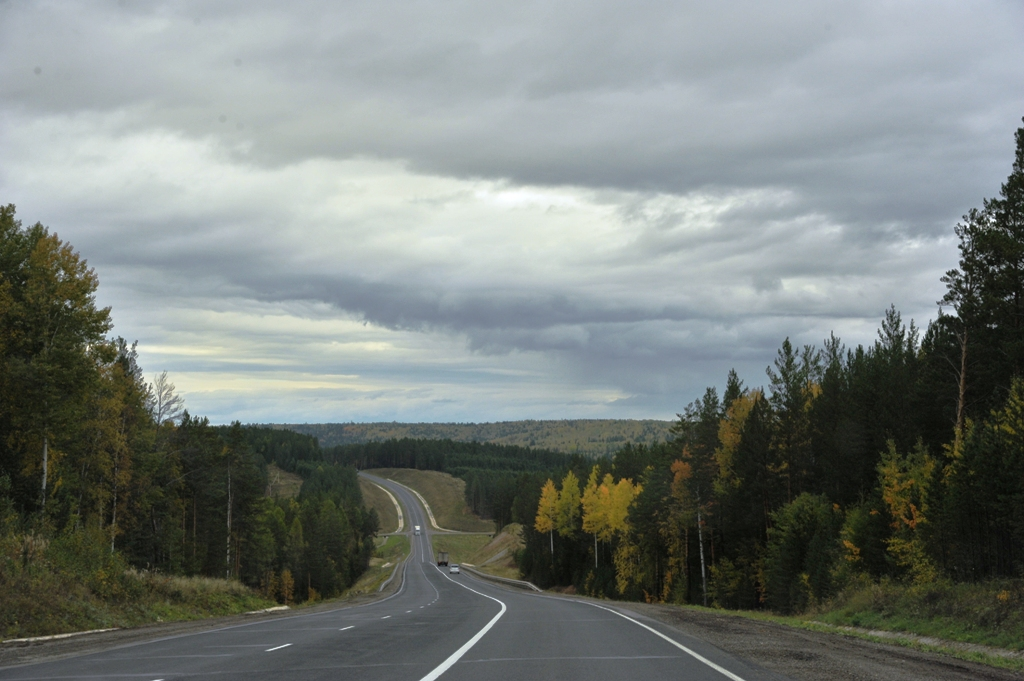
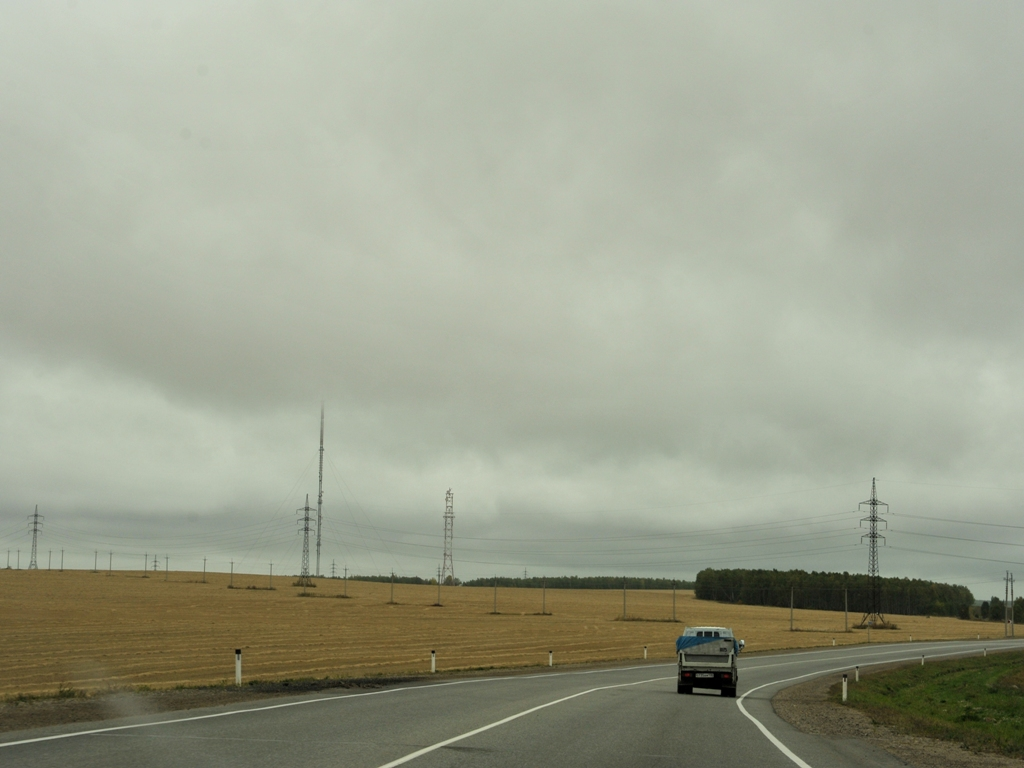
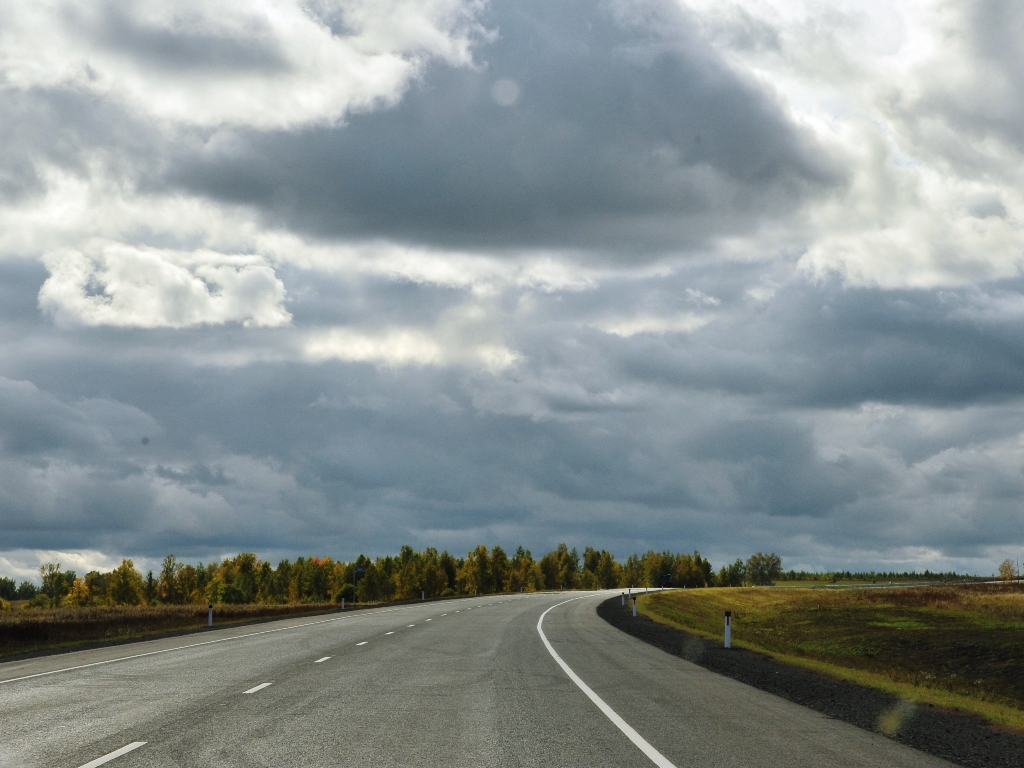
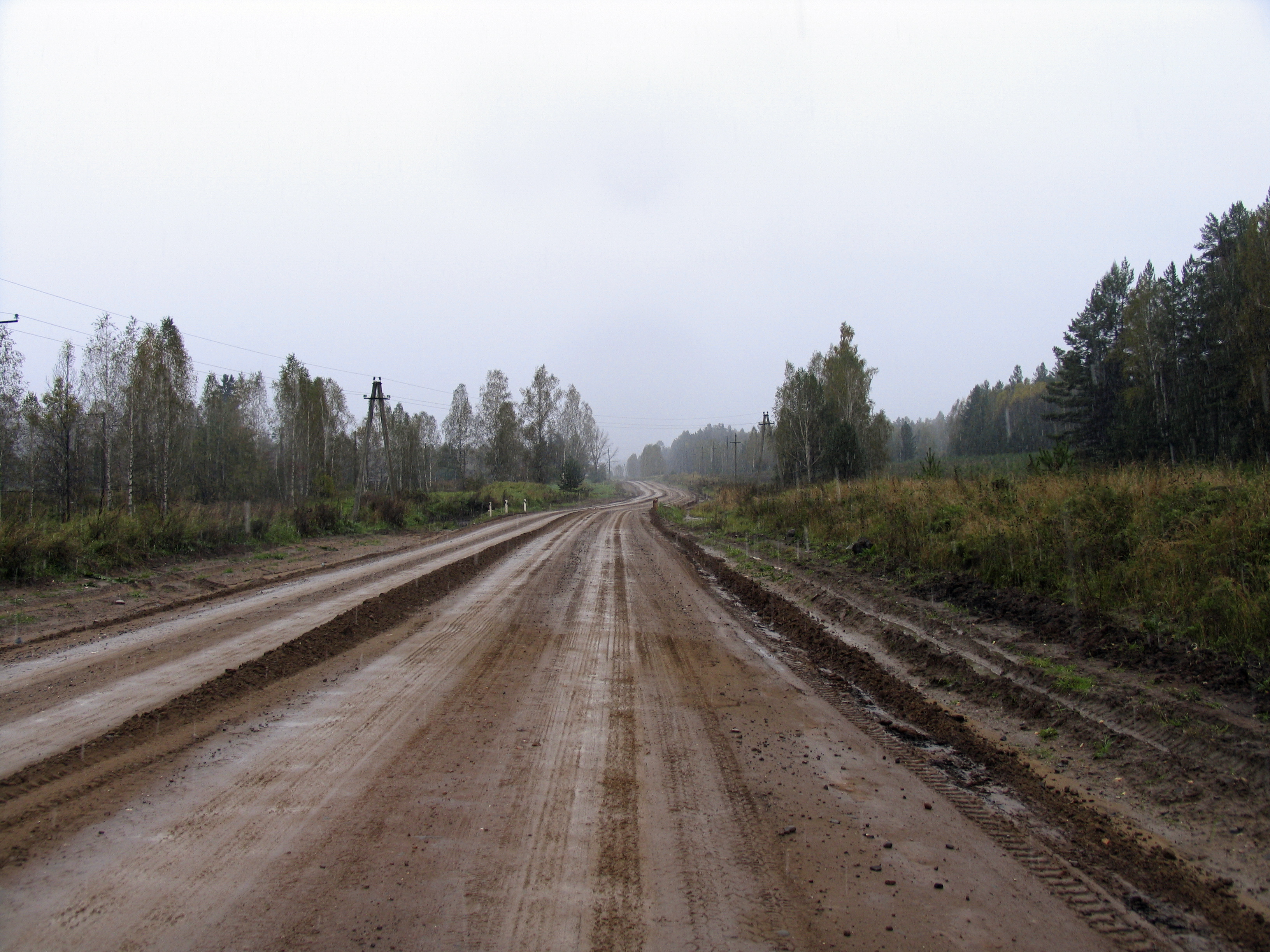
Траса в районі Тайшета до реконструкції. 2005 рік.